# تشوا
 تشوا  بفتح التاء وسكون الشين وضم التاء، قرية صغيرة تقع فوق هضبة مرتفعة ومطلة على وادي تشتوا من جهة الشرق وتتبع ناحية كوخرد ( بالفارسية: بخش كوخرد ) من توابع مدينة بستك في محافظة هرمزگان في جنوب إيران. تقع في شمال شرقي ناحية كوخرد وتبعد عنها بحوالي 27 كيلومتراً، وتقع أسفل جبل لاور.

## حدود تشوا
من الشمال: طريق لاور شيخ القديم المسمى بـکمبـرده، ومن الجنوب قرية چارون، ومن الغرب وادي ماء غني، ومن الشرق تنتهي بـجبل وطريق قرية لاور.

## السكان
يبلغ عدد سكانها حوالي 30 شخصاً من أهل السنة والجماعة وعلى المذهب الشافعي. يتكلمون الفارسية باللهجة المحلية، بها مزارع صغيرة للخضروات والنخيل في بطن الوادي، يمتهنون بمهنة تربية المواشي والأغنام، والجمال، وقد أجريت إليها المياه من جبل قريب منها، وهي محاطة ببعض أشجار النخيل من جهة الشمالية من الوادي، وطعام سكانها الحنطة والشعير، وبيوتهم مبنية على سفح الجبل، وتتكون من غرف صغيرة وأمامها ساباط(1). بالإضافة إلى تربية المواشي والجمال كذلك يستفيدون من أشجار الجبال المحيطة بهم لجلب الحطب وكذلك الأعشاب الطبية الموجودة على سفح الجبل وبيعها في القرى المجاورة لهم.